# Consentement sexuel en droit français
Pour un article plus général, voir Consentement sexuel.
 (mai 2025).
Le consentement sexuel n'entre pas dans la définition du viol en France. Toutefois, le 1er avril 2025, l'Assemblée nationale française a voté une proposition de loi inscrivant le consentement dans la définition du viol et cette proposition de loi doit être examinée par le Sénat. Par ailleurs, bien que le consentement n'est toujours pas officiellement inclus dans la loi, les juges français intègrent déjà le consentement lorsqu'ils traitent de questions de viol, comme ce fut le cas dans l'affaire des viols de Mazan. 

## Absence du consentement dans  le Code pénal
Contrairement à ses obligations après la ratification de la Convention d'Istanbul, la France ne respecte pas ses engagements internationaux.
En effet, la loi française ne définit pas le consentement sexuel, cette notion est d'ailleurs absente du code pénal, même si elle constamment invoquée dans les jugements,. Les agressions sexuelles ou les viols sont caractérisés en droit uniquement par l'existence de violence, contrainte, menace ou surprise. Encore faut-il toutefois, que l'accusé ait eu conscience de son agression. Ainsi, en première instance, dans l'affaire Darmanin où celui-ci consent à aider Sophie Patterson (ancienne militante de l'UMP) en échange de relations sexuelles, le juge d'instruction écrit : « Le défaut de consentement ne suffit pas à caractériser le viol. Encore faut-il que le mis en cause ait eu conscience d'imposer un acte sexuel par violence, menace, contrainte ou surprise ».
Cependant des juristes et associations demandent l'inscription de ce terme de consentement dans la loi, à défaut d'une révision de la notion de contrainte, pour pouvoir mieux traiter les affaires judiciaires d'agressions sexuelles,.

## Aucun âge de consentement sexuel dans la loi, mais déduction à partir de la jurisprudence
Concernant les mineurs, la loi française ne définit donc pas directement un âge du consentement sexuel. Celui-ci se déduit de la jurisprudence pour les relations sexuelles entre mineurs de 15 ans. Celle-ci a été amenée à reconnaître l'existence de consentement dans le cas d'un enfant de cinq ans. Pour les relations sexuelles entre un adulte et un mineur, dans les cas où le mineur a moins de 15 ans, ou que la différence d'âge est de plus de cinq ans, ou que le mineur a moins de 18 ans si c'est un inceste, la loi caractérise depuis 2021 cette relation d'agression sexuelle, voire de viol,.

## Déduction de l'absence de consentement par preuve de violence, contrainte, menace ou surprise
De plus, aussi bien en ce qui concerne les agressions sexuelles que les viols, l'absence de consentement se déduit juridiquement uniquement de la preuve de « violence, contrainte, menace ou surprise ». Autrement dit, il est nécessaire d'apporter la preuve de l'un de ces éléments et d'un manque de consentement manifeste et constant. Un simple refus n'est pas suffisant, et la Cour de cassation est très attachée à ces éléments. Elle a ainsi cassé la décision d'une cour d'appel qui avait jugé un homme coupable d'agression sexuelle, dans une affaire où la plaignante, après avoir subi des violences, avait fini par céder. Face aux motifs de la Cour d'appel selon lesquels « le délit d’agression sexuelle est bien constitué en tous ses éléments puisque le prévenu ayant employé à l’égard de sa victime des violences physiques (…) ne pouvait pas ne pas se rendre compte que sa partenaire n’était pas tout à fait consentante », la chambre criminelle de la Cour de cassation a cassé l’arrêt en jugeant « qu’en se prononçant ainsi, alors que l’absence totale de consentement de la victime, élément constitutif de l’agression sexuelle, doit être caractérisée pour que l’infraction soit constituée, la cour d’appel n’a pas donné de base légale à sa décision », « sans s’interroger sur la validité d’un éventuel (moment de) consentement donné après des actes de violence qui sont pourtant cités explicitement » comme l'analyse l'auteure de l'article rapportant ce cas.
Un autre cas s'est soldé par un classement sans suite, les policiers chargés d'enquêter, devant un homme déclarant « elle aurait été vraiment claire, je ne l’aurais pas fait mais elle a dit non je ne veux pas » concluent que « l’enquête effectuée n’a pas permis de découvrir d’éléments probants susceptibles de démontrer que le mis en cause aurait pu percevoir le refus d’une relation sexuelle de la part de la victime, rendant ainsi la démonstration d’un viol impossible, chacune des deux auditions des protagonistes laissant subsister un doute sérieux sur l’opposition ferme de la victime ».

## Clause Roméo et Juliette
Les débats sont relancés à l'occasion de l'affaire Duhamel. La loi du 21 avril 2021 fixe un âge de 15 ans en dessous duquel il ne peut y avoir consentement avec un adulte à partir du moment où la différence d'âge dépasse cinq ans (clause dite « Roméo et Juliette »). Cet âge passe à 18 ans en cas d'inceste. Il s'agit d'un âge de « non-consentement » vis-à-vis d'adultes, qui ne s'oppose pas à ce qu'un mineur plus jeune que cet âge ait des relations librement consenties avec un autre mineur.

## Non pertinence du consentement pour les relations entre adultes et mineurs
Le juriste Delors Germain précise qu'en droit pénal français (depuis 2021 et pour les relations entre adultes et mineurs), « le principe qui préside […] est celui de l'indifférence au consentement de la victime ».
Avant 2021, les relations sexuelles entre un adulte et un mineur de 15 ans étaient qualifiés d'atteinte sexuelle sur mineur, mais pas forcément d'agression sexuelle, car il fallait pour cela prouver que l'acte était la conséquence d'une coercition. C'est ainsi qu'en 2017, un homme (âgé de 22 ans au moment des faits, en août 2009), accusé du viol d'une fille de 11 ans, est acquitté par la cour d'assises de Seine-et-Marne, cette dernière ayant considéré qu'il s'agissait d'une relation consentie. Quelques semaines auparavant, le parquet de Pontoise poursuit non pour viol mais pour atteinte sexuelle un homme de 28 ans qui a une relation sexuelle avec une enfant (elle aussi), âgée de 11 ans, l'enquête ayant conclu qu'il n'y avait pas eu de contrainte physique sur la mineure et que la relation était consentie. Ces deux décisions qui ont suscité de vives polémiques et contestations, interviennent alors que le gouvernement envisageait, un temps, de légiférer sur l'établissement d'un seuil de non-consentement sexuel (en dessous duquel un enfant serait systématiquement considéré comme non consentant à l'acte sexuel), pour finalement renoncer au grand dam des associations, après que le Conseil d’État a formulé des réserves sur le texte,.